# Опатйемкатчон, Метавин
Метавин Опатйемкатчон (тайск. เมธวิน โอภาสเอี่ยมขจร; также известный как Вин (тайск. วิน); род. 21 февраля 1999 года) — тайский актёр, наиболее известный по роли Тайна в телесериале «Потому что мы вместе».

## Биография
Метавин родился в Бангкоке, Таиланд. Является третьим ребёнком среди своих четырёх братьев и сестёр. Получил среднее образование в средней школе Паньярат, где у него была возможность стать студентом по международному обмену в школьном округе Бельмонд-Клемме в Айове, США. Во время учёбы по обмену, стал участником ударного хора школьного ансамбля, где его группа получила высший рейтинг. По окончании учёбы он также сдал экзамен по общеобразовательному развитию (GED). В настоящее время получает степень бакалавра экономики (международная программа) в университете Таммасат.

## Бизнес
В июне 2020 года Метавин запустил собственный бренд под торговой маркой «Velence», а затем «Souri» — макаронный бизнес, которым он владеет совместно со своей сестрой Минтрой.

## Фильмография

### Кино
| Год  |   | Русское название            | Оригинальное название | Роль |
| ---- | - | --------------------------- | --------------------- | ---- |
| 2021 | ф | Потому что мы вместе. Фильм | เพราะเราคู่กัน เดอะมูฟวี่   | Тайн |

### Телевидение
| Год  |   | Русское название                                       | Оригинальное название                | Роль        |
| ---- | - | ------------------------------------------------------ | ------------------------------------ | ----------- |
| 2020 | с | Потому что мы вместе                                   | เพราะ เรา คู่ กัน (2gether: The Series) | Тайн        |
| 2020 | с | Играем вместе                                          | เพราะเราเล่นกัน (Play2gether)          | самого себя |
| 2020 | с | Почтовый ящик БрайтВинов                               | Bright - Win Inbox                   | самого себя |
| 2020 | с | Потому что мы (всё ещё) вместе                         | เพราะเรา(ยัง)คู่กัน (Still 2gether)      | Тайн        |
| 2021 | с | F4 Таиланд: Цветочки после ягодок (Цветочная четверка) | F4 Thailand: Boys Over Flowers       | Кэвин       |

### Клипы
| Год  | Название композиции                                        | Артисты                                                                | Роль              | Примечания                                   | Источники     |
| ---- | ---------------------------------------------------------- | ---------------------------------------------------------------------- | ----------------- | -------------------------------------------- | ------------- |
| 2020 | "ติดกับ" (Tit Kap)                                           | Наттавут Ченмана (Мэк)                                                 | Тайн              | Опенинг к сериалу «Потому что мы вместе»     | [ 10 ] [ 11 ] |
| 2020 | "คั่นกู" (Kan Goo)                                            | Вачиравит Чиваари (Брайт)                                              | Тайн              | Эндинг к сериалу «Потому что мы вместе»      | [ 12 ] [ 13 ] |
| 2020 | "ตกลงฉันคิดไปเองใช่ไหม" (Tok Long Chan Khit Pai Eng Chai Mai) | Вачиравит Чиваари (Брайт)                                              | Тайн              | Саундрек к «Потому что мы вместе»            | [ 14 ] [ 15 ] |
| 2020 | "Thank You To My Silent Heroes"                            | Ада Чунхаваджира Вачиравит Чиваари (Брайт) Метавин Опатйемкатчон (Вин) | Самого себя       | Special Olympics Thailand                    | [ 16 ] [ 17 ] |
| 2020 | "ยังคู่กัน" (Yang Khu Kan)                                     | Вачиравит Чиваари (Брайт) Метавин Опатйемкатчон (Вин)                  | Тайн              | Саундтрек к «Потому что мы (всё ещё) вместе» | [ 18 ]        |
| 2020 | "คนนั้นต้องเป็นเธอ" (Kon Nan Taung Pen Tur)                    | Метавин Опатйемкатчон (Вин)                                            | Тайн              | Саундтрек к «Потому что мы (всё ещё) вместе» | [ 19 ]        |
| 2021 | "Ten Years Later"                                          | Метавин Опатйемкатчон (Вин)                                            | Самого себя, Тайн | Саундтрек к «Потому что мы (всё ещё) вместе» | [ 20 ]        |

## Дискография
| Год  | Название композиции                                                                  | Лэйбл                     | Источники |
| ---- | ------------------------------------------------------------------------------------ | ------------------------- | --------- |
| 2020 | "Thank You To My Silent Heroes" совместно с Вачиравитом Чиваари и Адой Чунхаваджирой | Special Olympics Thailand | [ 21 ]    |
| 2020 | "ยังคู่กัน" (Yang Khu Kan) совместно с Вачиравитом Чиваари                               | GMMTV Records             | [ 22 ]    |
| 2020 | "คนนั้นต้องเป็นเธอ" (Kon Nan Taung Pen Tur)                                              | GMMTV Records             | [ 23 ]    |
| 2021 | Ten Years Later                                                                      | GMMTV Records             | [ 24 ]    |

## Награды
| Год  | Работа                                              | Категория                                                | Награда                              | Результат | Источники     |
| ---- | --------------------------------------------------- | -------------------------------------------------------- | ------------------------------------ | --------- | ------------- |
| 2020 | Потому что мы вместе Потому что мы (всё ещё) вместе | Фавориты Kazz Magazine (совместно с Вачиравитом Чиваари) | Kazz Awards                          | Победа    | [ 25 ]        |
| 2020 | Потому что мы вместе Потому что мы (всё ещё) вместе | Лучшая пара (совместно с Вачиравитом Чиваари)            | LINE Thailand People's Choice Awards | Победа    | [ 26 ]        |
| 2020 | Потому что мы вместе Потому что мы (всё ещё) вместе | Лучшая пара (совместно с Вачиравитом Чиваари)            | Maya Awards                          | Номинация | [ 27 ] [ 28 ] |
| 2021 | Потому что мы вместе Потому что мы (всё ещё) вместе | Лучшая восходящая звезда                                 | Line TV Awards                       | Ожидается | [ 29 ]        |
| 2021 | Потому что мы вместе Потому что мы (всё ещё) вместе | Лучшая пара (совместно с Вачиравитом Чиваари)            | Line TV Awards                       | Ожидается | [ 29 ]        |
| 2021 | Потому что мы (всё ещё) вместе                      | Лучший поцелуй (совместно с Вачиравитом Чиваари)         | Line TV Awards                       | Ожидается | [ 29 ]        |